# Moselstellung 1914
Die Moselstellung war eine befestigte Linie von Sierck-les-Bains (Bad Sierck) – Thionville (Diedenhofen) – Metz – Vatimont (Wallersberg), die bis 1914 unter persönlichem Interesse Kaiser Wilhelms II. mit u. a. elf modernen, sehr kostspieligen Festen ausgebaut wurde.

## Vorgeschichte
Nach dem Deutsch-Französischen Krieg 1870/71 entstand das Deutsche Kaiserreich; es annektierte Teile von Lothringen und vom Elsass und formierte das Reichsland Elsaß-Lothringen. Frankreich, gekränkt durch diesen Sieg (siehe Revanchismus), begann bald darauf den Bau der Barrière de fer, eine Kette von Festungsringen um verschiedene Städte Ostfrankreichs.
Als um 1890 neue Explosivstoffe entdeckt und in Brisanzgranaten verwendet wurden – vor allem Pikrinsäure (TNP), der Vorläufer des TNT –, nannte man dies in Frankreich La crise de l’obus torpille, in Deutschland Brisanzgranatenkrise. Die französische Armee beschoss testweise das Fort de la Malmaison und musste feststellen, dass praktisch jedes Mauerwerk beschädigt oder zerstört wurde.
Man modernisierte die Forts, die man für am wichtigsten hielt. An einigen Stellen goss man Platten aus hartem Beton; in einigen Fällen baute man Kasernen ganz aus Beton und ließ die alten gemauerten daneben stehen.
Bei den Versuchen hatte sich auch gezeigt, dass die Pulver- und Munitionsmagazine nicht mehr sicher waren. Man baute neue tiefer in den Untergrund (genannt magasin sous roc oder magasin caverne); eine andere Möglichkeit war es, die Munition in den Gebäuden verteilt zu lagern.

## Aufgabe
Die große Bedeutung der Befestigungslinie wurde u. a. von Feldmarschall Colmar Freiherr von der Goltz, Generalinspekteur des Ingenieur- und Pionierkorps sowie der Festungen, in einer Denkschrift über die Ausgestaltung der deutschen Landesverteidigung, vom März 1889 bis Juli 1900, beschrieben. Innerhalb des Schlieffen-Plans stellte die Moselstellung den Drehpunkt der deutschen Aufmarschplanung gegen Frankreich dar: Das weitaus größere Truppenkontingent sollte nördlich davon den Angriff durchführen, während nur geringe, passive Kräfte südlich davon stationiert waren. Im Verlauf des Angriffs sollten vier wichtige Aufgaben übernommen werden:
- Hinter der etwa 70 km langen Front entstand zunächst ein sicherer Aufmarschraum für das Feldheer.
- Nach dem erfolgreichen Überfall auf Belgien und dem Vorstoß der deutschen Armeen auf eine Linie von etwa Verdun bis Paris musste in jedem Fall ein französischer Angriff auf die deutsche linke Flanke – also die Moselstellung – mit anschließender Umfassung des deutschen Angriffskeil abgewiesen werden.
- Wären die französischen Truppen dem deutschen Vorstoß ausgewichen, sollten sie nach Osten gegen die Moselstellung gedrängt und schließlich zerschlagen werden.
- Durch den sehr starken Ausbau der Linie wurden einerseits eigene Truppen eingespart und konnten so für den rechten Flügel eingesetzt werden, andererseits wären bei einem Angriff auf die Moselstellung erhebliche französische Truppen in Lothringen gebunden gewesen.

## Aufbau
Kernstück der Befestigungslinie waren die beiden Festungsstädte Thionville und Metz. Das Zwischenfeld wurde mit Infanterie- und Artilleriestellungen ausgebaut.

## Erster Weltkrieg
Die Moselstellung ermöglichte zu Kriegsbeginn Teilen des Feldheeres einen gesicherten Aufmarsch und stellte auch während des gesamten Verlaufs des Ersten Weltkriegs den ungestörten Truppennachschub über die „Kanonenbahn“ nach Metz sicher.
Der dann tatsächlich durchgeführte starke Vorstoß der deutschen Armeen brachte die französischen Truppen derart in Bedrängnis, dass der französische Oberbefehlshaber Joffre im Vorfeld der Marne-Schlacht (5. bis 12. September 1914) nur einen Flankenangriff westlich von Verdun durch die französische 3. Armee (General Maurice Sarrail) in Erwägung zog. Für ein größeres Ausholen gegen die Moselstellung fehlten die Kräfte. Nachdem sich die Armeen an der Westfront nur noch im Stellungskrieg gegenüberstanden, verlor die Moselstellung ihre Bedeutung. Infanterie und Fußartillerie wurden weitgehend von dort an die Front verlegt. An Kampfhandlungen war die Moselstellung nicht beteiligt; sie fiel den Franzosen nach dem Waffenstillstand vom 11. November 1918 praktisch unbeschädigt in die Hand. Das Reichsland Elsaß-Lothringen kam wieder an Frankreich.

## Sonstiges
Nach dem Deutsch-Französischen Krieg 1870/71 annektierte das Deutsche Kaiserreich Teile von Lothringen und vom Elsass und formierte das Reichsland Elsaß-Lothringen.
Bei Thionville baute man in dieser Periode drei Forts:
- Fort de Guentrange / Feste Obergentringen (1899–1906)
- Fort de Kœnigsmacker / Feste Königsmachern (1908–1914)
- Fort d’Illange / Feste Illingen (1905–1911)

Um Metz herum baute man zwei Festungsgürtel.
Erster Festungsgürtel:
- Fort Saint-Privat (1870) / Feste Prinz August von Württemberg (1872–1875)
- Fort de Queuleu (1867–1870) / Fort Goeben (1871–1890): im Süd-Osten
- Fort des Bordes (1870) / Fort von Zastrow (1874–1875): im Osten
- Fort de Saint-Julien (1867–1870) / Fort Manteuffel (1871–1891)
- Fort Gambetta / Fort Hindersin (1879–1881)
- Fort Déroulède / Fort Kameke (1876–1879)
- Fort Decaen / Fort Schwerin (1878–1880)
- Fort de Plappeville (1867–1870) / Feste Alvensleben (1871–1891): im Süd-Osten:
- Groupe fortifié du Saint-Quentin (1867–1870) / Feste Prinz Friedrich-Karl (1872–1892)
  - Fort Diou (1867–1870) / Ostfort (1872–1892)
  - Fort Girardin / Fort Mannstein (1872–1892)

Zweiter Festungsgürtel:
- Groupe fortifié l’Aisne / Feste Wagner (1904–1912)
- Groupe fortifié Driant / Feste Kronprinz (1899–1905)
- Groupe fortifié François de Guise / Feste Leipzig (1907–1912)
- Groupe fortifié Jeanne-d’Arc / Feste Kaiserin (1899–1905)
- Groupe fortifié Lorraine / Feste Lothringen (1899–1905)
- Groupe fortifié La Marne/ Feste Freiherr von der Goltz (1907–1916)
- Groupe fortifié Verdun / Feste Graf Haeseler (1899–1905)
- Groupe fortifié l’Yser / Feste Prinz Regent Luitpold (1907–1914)
- 'Groupe fortifié Malroy' (Projekt wurde nicht realisiert)

Batterien mit Kanonen gab es zwischen den beiden Fort-Gürteln und östlich des zweiten Gürtels.